# 里亚尚-达斯内维斯
里亚尚-达斯内维斯是巴西巴伊亚州的一个市镇。总面积5840.191平方公里，总人口23109人，人口密度4人/平方公里。